# Povrtni grašak
Povrtni grašak (sjetveni grašak; lat. Lathyrus oleraceus, sin. Pisum sativum) jednogodišnja je biljka iz porodice mahunarki, a kao povrtlarska kultura pripada zrnastim mahunarkama.

## Opis
Stabljika je zeljasta, jednogodišnja, može se granati, ali i biti nerazgranata. Nema dovoljno mehaničkih elemenata pa je polegla ili se povija. Listovi su perasto složeni, s 1-3 para listića. Cvjetovi su skupljeni u grozdaste cvatove, dvopolni su i zigomorfni. Leptirastog su izgleda sa zvonastom čašicom koja ima jajasto lancetaste zupce (gornji su kraći od donjih). Krunicu čine zastavica, krilce i čunić. Zastavica je crvenkasta, ljubičasta ili bijela, široka je i obrnuto srcasta. Krila su tamnocrvena ili bijela, a čunić ružičast ili blijedozelen. Od deset prašnika, devet ih je sraslo, a jedan je slobodan. Plodnik je skoro sjedeći i sadrži više sjemenih zametaka. Plod je mahuna, uglavnom prava i na krajevima zašiljena, dugačka 4-11 cm.
- Otvorena mahuna graška
- Sjemenke graška
- Sadnice graška
- Cvijet graška

## Povijest
Čovjek se divljim samoniklim graškom nije koristio kao hranom iako se najstarija nalazišta graška javljaju u neolitu. Grašak je pronađen u starogrčkim grobovima 6000 godina prije Krista, a u južnoj Rusiji u 5000 godina starim arheološkim slojevima. U Europu je grašak stigao početkom srednjeg vijeka s Istoka u vrijeme velikih seoba naroda. Europljani su u 17. stoljeću rado pripremali jela od graška.

## Uzgoj
Grašak se danas uzgaja u cijelom svijetu, a najviše u Rusiji, Kini, Indiji i SAD-u, što upućuje da grašak dobro uspijeva u krajevima s prohladnom i vlažnom klimom. To je biljka koja je jako ekonomična jer daje relativno visoke prinose, a plodovi se mogu jednostavno konzervirati i tako koristiti tijekom cijele godine.

## Energetska vrijednost
S obzirom na to da spada u mahunarke, grašak je povrće s bogatom hranjivom vrijednošću. U 100 grama ima 81 kcal/339 kJ. Bogat je izvor ugljikohidrata (14,46%) i vlakana u obliku galaktana, fruktoze i dr. Visok sadržaj proteina (5,42%) ima zahvaljujući čvorićima u korijenu u kojima se nalaze bakterije (Bacterium radicicola) koje vežu dušik iz zraka i pretvaraju ga u vrijedne aminokiseline, a tako i u proteine. Uz proteine i ugljikohidrate, treba spomenuti i masti i lecitin, koji su prilično važni za živčani sustav.
Za vrijeme klijanja graška, nastaju vitamini C i E. Plod je odličan izvor vitamina C (50% preporučenog dnevnog unosa), ali ga u osušenim plodovima ima samo u tragovima. Vitamin E sadrži u maloj količini, ali je postojan tijekom kuhanja. Vitamina A ima u tragovima. Grašak je i odličan izvor tiamina (vitamin B1) u suhim plodovima, a dobar izvor riboflavina (vitamin B2), i niacina koji ima ulogu u metabolizmu ugljikohidrata, proteina i masti.